# محمد عثمان الخالدي
محمد عثمان الخالدي هو سياسي عراقي ونائب في مجلس النواب العراقي، ولد في سنة 1963 في محافظة ديالى، وحاصل على شهادة البكالوريوس في التربية الرياضية من جامعة الموصل عام 1988.
محمد الخالدي رئيس كتلة بيارق الخير في مجلس النواب العراقي.

## السيرة الذاتية
انتخب مدير لناحية السعدية للفترة من عام 2003 لغاية 2008.
اختيرَ رئيساً لعشائر حوض حمرين في محافظة ديالى لكونه شيخ عشيرة بني خالد في محافظة ديالى، كما شغل منصب رئيس تجمع عراقيون الوطني في محافظة ديالى، ثم شغل منصب رئيس قائمة العراقية للفترة من عام 2010 لغاية 2014
فاز بالانتخابات البرلمانية النيابية لعام 2010 وشغل منصب نائب في مجلس النواب العراقي واختير مقررا للمجلس لدورته التي امتدت من عام 2010 لغاية 2014.
عمل مستشاراً في رئاسة الجمهورية منسباً إلى مستشارية المصالحة الوطنية في مجلس الوزراء للفترة من 2015 إلى 2018.
انتخب عضوا في مجلس النواب العراقي عام 2018 عن قائمة بيارق الخير، ونافس على منصب رئيس المجلس